# Cerococcus gallicolus
Cerococcus gallicolus är en insektsart som beskrevs av Mamet 1959. Cerococcus gallicolus ingår i släktet Cerococcus och familjen Cerococcidae.
Artens utbredningsområde är Madagaskar. Inga underarter finns listade i Catalogue of Life.